# Wojciech Theiner
Wojciech Theiner (Ruda Śląska, 25 giugno 1986) è un ex altista polacco.

## Palmarès
| Anno | Manifestazione   | Sede           | Evento         | Risultato | Prestazione | Note |
| ---- | ---------------- | -------------- | -------------- | --------- | ----------- | ---- |
| 2003 | Mondiali allievi | Sherbrooke     | Salto in alto  | 5º        | 2,08 m      |      |
| 2005 | Europei juniores | Kaunas         | Salto in alto  | Argento   | 2,21 m      |      |
| 2005 | Europei juniores | Kaunas         | Salto in lungo | 13º (q)   | 7,35 m      |      |
| 2006 | Mondiali indoor  | Mosca          | Salto in alto  | 10º (q)   | 2,24 m      |      |
| 2010 | Europei          | Barcellona     | Salto in alto  | 13º (q)   | 2,23 m      |      |
| 2011 | Universiadi      | Shenzen        | Salto in alto  | Argento   | 2,26 m      |      |
| 2013 | Universiadi      | Kazan'         | Salto in alto  | 6º        | 2,25 m      |      |
| 2014 | Europei          | Zurigo         | Salto in alto  | 10º       | 2,26 m      |      |
| 2016 | Giochi olimpici  | Rio de Janeiro | Salto in alto  | 25º (q)   | 2,22 m      |      |